# هانس ماغنوس إنتزنسبيرغر
هانس ماغنوس إنتزنسبيرغر (بالألمانية: Hans Magnus Enzensberger) شاعر وكاتب ومترجم ومحرر ألماني. ولد في 11 نوفمبر 1929 في كاوفبويرن في بافاريا. كتب كذلك تحت اسم مستعار أندرياس تالماير (بالألمانية: Andreas Thalmayr).

## حياته
وفق مقالة ومقابلة أجريت معه
في سنة 2010، ولد هانس ماغنوس إنتزنسبيرغر في بلدة صغيرة في بافاريا في أسرة موظف في البريد، وكان الأكبر بين أربعة أولاد. انتقلت أسرته إلى نورنبرغ مدينة ميلاد النازية في سنة 1931، وكان يوليوس شترايخر، مؤسس وناشر جريدة دير شتورمر يسكن في البيت المجاور لبيتهم. دعي إنتزنسبيرغر إلى شباب هتلر مثله مثل أبناء الموظفين أمثاله، لكنه طرد منها بعد فترة وجيزة.
درس إنتزنبرغر الآداب والفلسفة في جامعات إرلنغن وفرايبورغ وهامبورغ ثم في السوربون في باريس، وحصل على الدكتوراه في سنة 1955 على أطروحة موضوعها شعر كليمنس برينتانو. حتى سنة 1957 عمل محرر راديو في شتوتغارت. شارك في عدة اجتماعات لمجموعة السبعة والأربعين [الإنجليزية]. بين 1965 و1975 عمل محرراً لمجلة «Kursbuch». منذ سنة 1985 كان محرراً لسلسلة الكتب «Die Andere Bibliothek» («المكتبة الأخرى» التي كانت تختص بنشر الأعمال الأدبية المنسية) الصادرة في فرانكفورت والتي صدر منها حتى الحاضر أكثر من 250 عنواناً.
أسس إنتزنسبيرغر المجلة الشهرية «TransAtlantik». أعماله مترجمة إلى أكثر من 40 لغة.
هانس ماغنوس إنتزنسبيرغر هو الأخ الأكبر للكاتب والمترجم الألماني كريستيان إنتزنسبيرغر [الإنجليزية].
يتصف شعره بالسخرية اللاذعة. تتناول بعض قصائده مواضيع الاضطرابات المدنية لأسباب اقتصادية أو طبقية. كان لإنتزنسبيرغر كذلك مساهمات في المسرح والسينما والأوبرا والدراما الإذاعية والترجمة، كما كتب عدة روايات وكتباً للأطفال.

## الجوائز
حصل إنتزنسبيرغر على عدد من الجوائز الأدبية، منها:
- 1963: جائزة غيورغ بوخنر
- 1980: الإكليل الذهبي
- 1985: جائزة هاينريش بول
- 1993: جائزة إريك ماريا ريمارك للسلام
- 1998: جائزة هاينرش هاينه

## روابط خارجية
- هانس ماغنوس إنتزنسبيرغر على موقع IMDb (الإنجليزية)
- هانس ماغنوس إنتزنسبيرغر على موقع مونزينجر (الألمانية)
- هانس ماغنوس إنتزنسبيرغر على موقع ميوزك برينز (الإنجليزية)
- هانس ماغنوس إنتزنسبيرغر على موقع قاعدة بيانات الأفلام السويدية (السويدية)
- هانس ماغنوس إنتزنسبيرغر على موقع ديسكوغز (الإنجليزية)
- هانس ماغنوس إنتزنسبيرغر على موقع كينوبويسك (الروسية)